# Франсуа I д’Орлеан-Лонгвиль
Франсуа I де Лонгвиль (1447—1491) — французский аристократ, граф де Дюнуа, де Лонгвиль и де Танкарвиль (1468—1491), барон Варангебек, виконт де Мелён, сеньор де Партене, де Божанси, де Шато-Рено, губернатор Нормандии и Дофине, коннетабль и камергер Нормандии, великий камергер и пэр Франции.

## Биография
Сын Жана де Дюнуа, Бастарда Орлеанского (1402—1468), и Марии д’Аркур (? — 1464), дочери Жака II д’Аркура, барона де Монтгомери, и Маргариты де Мелён, графини де Танкарвиль.
В 1468 году после смерти своего отца Жана де Дюнуа Франсуа де Лонгвиль унаследовал его владения: графства Дюнуа, Лонгвиль и Танкарвиль.
Во время Безумной войны (1485—1488) граф Франсуа де Дюнуа поддержал герцога Людовика Орлеанского в его борьбе против регентши Анны де Божё. В июне 1487 года он взял крепость Партене, затем собирал повстанческие отряды в Нанте. В январе 1488 года он был осужден за измену, через год он был окончательно помилован.
В 1491 году Франсуа де Лонгвиль скончался, ему наследовал старший сын Франсуа II.

## Семья и дети
2 июля 1466 года женился на Агнессе Савойской (1445—1508), дочери герцога Людовика I Савойского (1413—1465) и Анны де Лузиньян (1419—1462). Дети:
- Анна де Лонгвиль (1468—1499), жена с 1494 года Андре де Шовиньи (? — 1502), принца де Долс, виконта де Броссе
- Франсуа II Орлеан-Лонгвиль (1470—1512), граф Дюнуа, де Лонгвиль и де Танкарвиль (1491—1512), 1-й герцог де Лонгвиль (1505—1512)
- Людовик I Орлеан-Лонгвиль (1480—1516), 2-й герцог де Лонгвиль, граф де Дюнуа, де Монтгомери и де Танкарвиль (1512—1516)
- Жан де Лонгвиль (1492—1533), епископ Орлеанский (1521—1533), архиепископ Тулузский (1533), кардинал (1533)